# القناة الألمانية الأولى
القناة الألمانية الأولى (بالألمانية: Das Erste) (دَاسْ إِرسته) هي محطة بث ألمانية عامة تابعة للمؤسسة العامة للبث الاذاعي والتلفزيوني ARD وممثلة لها. انطلقت بعد سنتين تجريبيتين في 25 ديسمبر عام 1952 تحت مسمى NWDR . وبدءاً من 1954 سميت باسم التلفزيون الألماني لتصبح بدءاً من عام 1996 باسم القناة الألمانية الأولى أو اختصاراً الأولى. يحمل شعار القناة اسم القناة وبجانبه رقم واحد "Das Erste¹".
مقر إدارة القناة في مبنى إذاعة وصوت بافاريا (بالألمانية: Bayerischer Rundfunk) في ميونخ.
القناة متاحة على الإنترنت كبث مباشر منذ مطلع 2013.

## التمويل
الجزء الأكبر من عائدات ضريبة التلفزيون العام، والجزء الأصغر من الإعلانات

## الإعلانات
لا تظهر الإعلانات إلا في أيام العمل وذلك بين الساعة 2 بعد الظهر و8 مساء. أما في أيام الآحاد والعطل فلا ظهور للإعلانات أبداً. تتراواح مدة الإعلان بين 1 و3 دقائق، ومن النادر أن يقطع الإعلان بث البرامج. لا تتجاوز مجموع دقائق الإعلانات في أيام العمل 20 دقيقة في اليوم.

## وصلات خارجية
- www.daserste.de